# 拉合爾

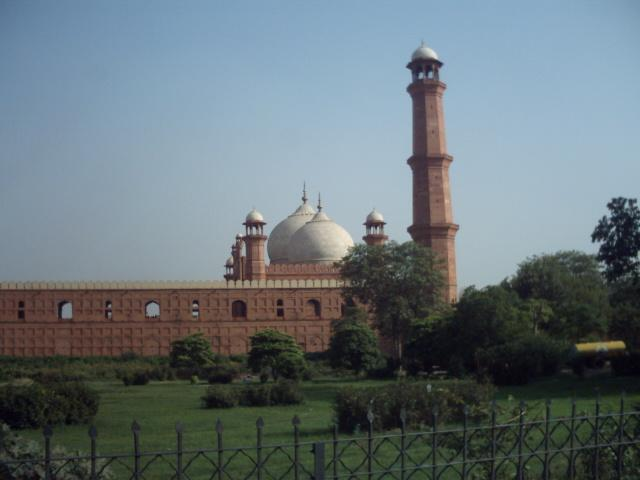
巴德夏希清真寺北立面

拉合尔是巴基斯坦的第二大城市（僅次於卡拉奇），旁遮普省的省会，人口約1000萬人，位於印度河上游平原。城中保留大量蒙兀兒王朝時代留下來的建築，包括拉合爾古堡、以及巴德夏希清真寺等，是巴基斯坦境內最大清真寺。此外，拉合爾博物館及沙利馬爾花園亦頗富盛名。

## 历史
拉合爾約建於1世紀未至2世紀初。7世紀初葉，玄奘法師曾到訪該市。拉合爾亦是12世紀加兹尼王朝、13-14世纪前期德里蘇丹國及16-17世紀莫卧儿帝國的都城。1297年被察合台汗國占领，後收復該城。
1965年5月，第二次印巴战争中，发生拉合尔保卫战。

## 地理

### 人口
拉合爾的人口在1998年的普查為6,318,745人，2009年中期政府的統計達到1000萬人，是南亞第5大和世界第26大的城市。2008年，拉合爾被英國衛報選為第二屆巴基斯坦最適合旅行家旅遊的城市地點。拉合爾非常靠近印度，僅32公里就可以通過瓦加口岸抵達印度的西部邊境城市阿姆利則，這使得拉合爾的戰略地位非常的重要。

## 交通
- 拉合尔轨道交通
- 阿拉马·伊克巴勒国际机场
- 拉合爾交匯車站

## 文化

### 城市暱稱
- 巴基斯坦之心
- 巴基斯坦文化首都
- 帕賈布珍珠
- 皇后之城
- 活力都市
- 花園都市
- 大學之城

## 政治

### 姐妹城市
| - 塞爾維亞貝爾格勒(2007) - 哥伦比亚波哥大 - 布哈拉 - 美国芝加哥(2007) - 葡萄牙科英布拉 - 西班牙科爾多瓦(1994) - 杜尚別 - 摩洛哥非斯(1994) - 美国弗雷斯诺 | - 英国格拉斯哥 (2006) - 伊朗伊斯法罕 (2004) - 土耳其伊斯坦堡 (1975) - 比利时科尔特赖克 (1993) - 波蘭克拉科夫 - 伊朗馬什哈德 (2006) - 沙里院 (1988) - 撒馬爾罕 (1995) - 中國西安 (1992) - 中國廣州市(2021) |

## 教育
- 拉合尔工程技术大学
- 旁遮普天津技术大学

## 延伸阅读
- David Brewster (编). . . Edinburgh: William Blackwood. 1830.
- C. Masson, , Proceedings of the Bombay Geographical Society, September–November 1840  [2020-04-12], （原始内容存档于2020-11-10）
- Charles Masson, , , London: Richard Bentley, 1842  [2020-04-12], （原始内容存档于2020-11-10）
- J.H. Stocqueler, ,  3rd, London: Allen and Co., 1854  [2020-04-12], （原始内容存档于2020-11-10）
- . . London: Street. 1870  [2020-04-12]. （原始内容存档于2020-11-10）.
- Thornton, Thomas Henry. A Brief Account of the History and Antiquities of Lahore. Lahore: Government Civil Secretariat Press, 1873.
- Thomas Henry Thornton; John Lockwood Kipling. . Lahore: Printed at the Government Civil Secretariat Press. 1876.
- Kanhaiya Lal. (1884) Tarikh-e-Lahore. Lahore, Pakistan: Aslam Asmat Printers.
- Edward Thornton, , Roper Lethbridge and Arthur N. Wollaston  (编), , London: W. H. Allen & Co., 1886, OCLC 710600
- Edwin Lord Weeks, , Harper's New Monthly Magazine 89, 1894, 89: 650–672, hdl:2027/njp.32101064076175
- Joachim Hayward Stocqueler, , , London: Cox, 1900

## 外部連結
- 官方网站
- Lahore historical architecture （页面存档备份，存于）
- Lahore Sites of interest
- Lahore Knowledge Park
- Places to visit in Lahore （页面存档备份，存于）